# Nesospiza wilkinsi
El yal de Wilkins o semillero de Wilkins (Nesospiza wilkinsi) es una especie de ave paseriforme de la familia Thraupidae, perteneciente al género Nesospiza. Es endémico de la Isla Nightingale (o Isla del Ruiseñor) en el archipiélago Tristán de Acuña en el Atlántico Sur, que pertenece políticamente al territorio británico de ultramar de Santa Elena, Ascensión y Tristán de Acuña.

## Distribución y hábitat
Esta especie se restringe a áreas con algunos árboles de Phylica arborea, pero también ocurre en pastizales tussok. La nidificación ocurre entre el fin de octubre a febrero, y los nidos son colocados cerca del suelo en macizos de vegetación.

## Estado de conservación
El yal de Wilkins ha sido calificado como amenazado de extinción por la Unión Internacional para la Conservación de la Naturaleza (IUCN) debido a que su población, extremada y naturalmente baja, estimada en aproximadamente cincuenta a doscientos cincuenta individuos maduros, se encuentra amenazada por pérdida de hábitat, cuyas causas potenciales son las especies invasoras, las tormentas y el corte de madera.

## Sistemática

### Descripción original
La especie N. wilkinsi fue descrita por primera vez por el ornitólogo británico Percy Lowe en 1923 bajo el mismo nombre científico; su localidad tipo es: «Isla Nightingale, grupo Tristán de Acuña».

### Etimología
El nombre genérico femenino Nesospiza se compone de las palabras del griego «nēsos»: que significa «isla» y «σπιζα spiza» que es el nombre común del pinzón vulgar; y el nombre de la especie wilkinsi hace honor al explorador y ornitólogo australiano, el Capitán Sir George Hubert Wilkins que lo descubrió durante su estancia en la zona.

### Taxonomía
Es monotípica. Los amplios estudios filogenéticos recientes confirman que la presente especie es hermana de Nesospiza acunhae y el par formado por ambas es pariente próximo del par formado por Melanodera y Rowettia goughensis.